# Чабан Василь Йосипович
Васи́ль Йо́сипович Чаба́н (нар. 4 лютого 1940, с. Старий Загорів, тепер Локачинський район Волинської області) — український електротехнік. Доктор технічних наук (1987). Професор кафедри теоретичної та загальної електротехніки Національного університету «Львівська політехніка», професор Ряшівського університету (Польща). Член Національної спілки письменників України.

## Життєпис
1957 року закінчив середню школу, працював на шахті в Нововолинську. Упродовж 1959—1964 рр. — навчався в ЛПІ, який закінчив із відзнакою за спеціальністю «Електричні машини та апарати».
Відтоді розпочав роботу на кафедрі теоретичної та загальної електротехніки. 1970 р. захистив кандидатську дисертацію, 1977 року закінчив докторську, але захистив її тільки через десять років — 1987-го. 1990 р. здобув звання професора.

## Наукові інтереси
Праці Василя Чабана присвячені теорії електричних та електромагнітних кіл із зосередженими й розподіленими параметрами, теорії електромагнітного поля в нелінійних ізотропних й анізотропних середовищах, електромеханіці, радіоелектроніці, енергетиці, надпровідності, динаміці, термодинаміці, теорії алгоритмів аналізу складних систем.
Автор — фахівець у галузі математичного моделювання електромеханічних процесів. Першим реалізував поєднання методів електромагнітних кіл і електромагнітного поля при розв'язанні просторових задач електродинаміки. Розв'язав проблему скін-ефекту в струмо- й магнітопроводах у загальному вигляді. Розробив нові види математичних моделей електричних машин і трансформаторів, створив загальну теорію електромеханічних систем. У його доробку — польова теорія природної левітації.
Станом на 1994 рік написав п'ять книг і 220 наукових праць.
Серед основних публікацій — «Методы анализа электромеханических систем» (Львів, 1985); «Методи нелінійної електротехніки» (Львів, 1990); «Математичне моделювання електромагнітних процесів» (Київ, 1992); «Англо-український електротехнічний словник» (Львів, 1995); «Електротехніка. Електричні машини й трансформатори» (Луцьк; Львів, 1998); «Математичне моделювання електромеханічних процесів» (Львів, 1997); «Чисельні методи» (Львів, 2001); «Охорона праці в галузі» (у співавт. з Вірою Ярошевською, Київ, 2004); «Електромаґнетне поле» (Львів, 2006); «Електромаґнетні кола» (Львів, 2007); «Теоретична електротехніка» (Львів, 2008).

## Науково-організаційна діяльність
Був головою управи Українського інженерного товариства у Львові, головним редактором відновленого часопису «Технічні вісті». Дійсний член Міжнародної асоціації сприяння математичному моделюванню AMSE (Association for the Advancement of Modelling and Simulation Techniques in Enterprises). Очолював філіал організації — AMSE-Ukraine. Дійсний член Академії інженерних наук України та Нью-Йоркської академії наук.